# Ramón Hernando de Larramendi
Ramón Hernando de Larramendi (Madrid, 6 de noviembre de 1965) es un explorador y aventurero polar español. Ha sido el promotor y diseñador de un trineo eólico, el trineo de viento, destinado a la investigación en la Antártida y Groenlandia, único en el mundo. Lleva recorridos más de 40 000 kilómetros por territorios polares.
Uno de sus primeros hitos fue la Expedición Circumpolar en el Ártico, iniciada en 1990 y durante la cual recorrió 14 000 kilómetros utilizando únicamente un trineo de perros y un kayak. Este viaje, en el que invirtió tres años, sentó las bases de sus proyectos posteriores. En los últimos años, Larramendi ha liderado una decena de expediciones en la Antártida y en Groenlandia con su vehículo trineo de viento, cuyo objetivo último es ser utilizado para la investigación científica polar. A lo largo de su trayectoria, ha recibido varios premios, que le sitúan como uno de los grandes exploradores polares del siglo XX en España y a nivel internacional. Autor de libros sobre sus experiencias y sobre el pueblo inuit, ha sido también miembro de equipo de Al filo de lo imposible de RTVE. Actualmente, forma parte de la Junta Directiva de la Sociedad Geográfica Española. Vive parte del año en el sur de Groenlandia.

## Los primeros años
En 1985, con diecinueve años, Larramendi realizó con esquís la travesía de los Pirineos, del Atlántico al Mediterráneo en 53 días, recorrido que repitió al año siguiente en solitario. En 1985, también formó parte de un grupo pionero en España que cruzó el interior de Islandia de oeste o este (Transislandia 85) sobre esquís y a través de sus tres mayores glaciares. Consiguió con ello su primer reconocimiento público: el Premio Nescafé «Tu aventura vale un millón 1986», que le sirvió para financiar su siguiente aventura: la primera travesía española en el casquete polar de Groenlandia: la Expedición Transgroenlandia, un recorrido de 700 kilómetros en 55 días. En 1988, protagonizó la primera circunnavegación de la península ibérica en kayak, navegando 3500 kilómetros en solo 108 días. Al año siguiente, 1989, su espíritu aventurero le llevó a la costa de Noruega, que recorrió de norte a sur, otros 2500 kilómetros, en kayak.

## La Expedición Circumpolar
En 1990, Larramendi se embarcó en una gran aventura, que nunca antes había realizado ningún humano y que no se ha repetido: la Expedición Circumpolar. Durante tres años, del 12 de febrero de 1990 al 25 de marzo de 1993, recorrió 14 000 kilómetros,  desde Groenlandia hasta Alaska, a través del paso del Noroeste, un viaje en el que tan solo utilizó trineo de perros y kayak. Aquella aventura marcó un hito en la exploración geográfica española y mundial del siglo XX y fue publicada en la edición internacional de la revista National Geographic, lo que le consagró como un gran explorador a nivel internacional. En esta expedición alcanzó el polo norte geomagnético con veinticinco años, siendo así el más joven explorador en conseguirlo, y tuvo la oportunidad de convivir con los inuit, aprendiendo su idioma y su cultura. Parte del recorrido lo realizó acompañado de Manuel Olivera, Antonio Martínez y Rafael Peche.

## Groenlandia
Antes de la Circumpolar (1990-1993), Larramendi ya conocía Groenlandia. En 1986 había sido uno de los protagonistas de la que sería la primera expedición española de la historia al casquete polar: la Expedición Transgroenlandia, un recorrido de 700 kilómetros con esquís que se hizo en 55 días.
En 1999, inició el diseño de un trineo que es capaz de moverse impulsado por el viento en las tierras polares gracias a grandes cometas. En el año 2000, tras unas primeras pruebas en Canadá, viajó de nuevo a Groenlandia para grabar con un prototipo una travesía de 600 kilómetros para el programa de TVE Al filo de lo Imposible. Al año siguiente, en 2001, organizó la Expedición Transgroenlandia 2001, 2225 kilómetros de recorrido en solo 32 días utilizando un nuevo prototipo del trineo de viento, entonces bautizado como «catamarán polar». En este viaje, batió el récord mundial de distancia recorrida en solo un día, y se abrió por primera vez una ruta norte-sur en la isla ártica (Narsaq-Qaanaaq).
En 2002 vuelve a Groenlandia para una nueva travesía en este vehículo: Groenlandia Sur-Norte, 2300 kilómetros en 33 días. Regresó en 2003 para otra expedición: Groenlandia Este-Oeste, en la que recorren 700 kilómetros en 18 días.
En total, hasta agosto de 2016, ha realizado seis expediciones con diferentes diseños mejorados del trineo de viento en Groenlandia. Destacan la realizada en 2014 (Circunnavegación de Groenlandia 2014), que fue la primera circunnavegación de la historia con un vehículo eólico por el interior del domo de hielo, con un total de 4300 kilómetros recorridos.
Asimismo, destaca la que tuvo lugar del 15 de mayo al el 25 de junio de 2016, tras alcanzar la cumbre de hielo de Groenlandia, situada a 3240 metros de altitud, transportando 2000 kilos de peso en una ruta de 2000 kilómetros que llevó 38 días. En las dos últimas expediciones, se recogieron datos para proyectos científicos de diferentes instituciones españolas, todos ellos relacionados con el cambio climático en el Ártico. Asimismo, Larramendi colaboró con un proyecto del glaciólogo estadounidense Jason Box.
En la primavera de 2017, entre mayo y junio, regresó a la isla ártica para la expedición Río de Hielo Groenlandia 2017, en la que viajó con la tripulación el científico Ross Edwards, de la Universidad de Curtin, con el proyecto Dark Snow de Jason Box y otros científicos de la base ártica EastGRIP, el Greenland Ice Core Project. La expedición, tras recorrer 1200 kilómetros, se situó sobre la mayor corriente de hielo del Ártico. Recogieron muestras científicas y se estudió el hielo para analizar el impacto en el aumento del nivel de los océanos.
Además de todas estas expediciones con el trineo de viento, Larramendi ha realizado otras muchas expediciones de menor duración en la parte sur del casquete polar y en la región de Thule (al noroeste de Groenlandia), tanto con trineo de perros como por la costa. Durante los años 1995 y 1996, el explorador pasó dos inviernos completos en esta región cercana al polo norte conviviendo y viajando con los inuits. Asimismo, ha acompañado al montañero Jesús Calleja en sus expediciones polares para diferentes programas de televisión.

## La Antártida

### Trasantártica 2005-2006
En 2005, Larramendi viajó por primera vez a la Antártida, continente sujeto al Tratado Antártico, con su trineo de viento: la Expedición Transantártica 2005-2006. Fue la primera travesía de la historia en este continente con un vehículo movido por energías renovables. Demostró que, como en Groenlandia, era posible navegar por el desierto de hielo con un vehículo movido por cometas. En la Transantártica 2005-2006, en la que estuvo acompañado de Juan Manuel Viu e Ignacio Oficialdegui, se logró un importante hito geográfico mundial: los tres españoles fueron los primeros en la historia en alcanzar, el 14 de diciembre de 2005, el polo de inaccesibilidad del hemisferio sur, el punto de más difícil acceso del continente antártico por ser el más alejado del océano, según las nuevas coordenadas del British Antarctic Survey. Estas coordenadas difieren en 100 kilómetros de las consideradas «clásicas», a las que llegaron los rusos en 1958. En total, recorrieron 4500 kilómetros en 62 jornadas.

### Polo Sur sin límites
En 2009, Larramendi guio la expedición Polo Sur sin límites, pionera por la participación de personas con discapacidad. En 12 días de travesía con esquís y trineos, los expedicionarios alcanzan sin ayuda animal ni motorizada el polo sur geográfico después de recorrer 250 kilómetros.

### Expedición Acciona Windpowered Antártica
Seis años más tarde de su anterior expedición con el trineo de viento, en el invierno 2011-2012, Larramendi lideró la Expedición Acciona Windpowered Antártica. Fue la primera vez que se llegó al polo sur geográfico (haciendo 2200 kilómetros en 18 días) con un vehículo movido por energía eólica. En total, se recorrieron 3500 kilómetros en 34 jornadas.
Fue la primera expedición del explorador en la que el vehículo fue utilizado para el objetivo para que tiene: explorar y recoger muestras científicas para el Instituto de Glaciología y Geofísica del CNRS-IJF francés en Grenoble, el Instituto de Diagnóstico Ambiental y Calidad del Agua del CSIC en Barcelona y el grupo Limnopolar del Departamento de Biología de la Universidad Autónoma de Madrid. Esta aventura fue premiada por la Sociedad Geográfica Española en 2012, en la categoría de Empresa.
En esta expedición participaron también Juan Pablo Albar, Javier Selva e Ignacio Oficialdegui.

## Otras expediciones al Ártico

### Polo norte geográfico
Desde 1998, comenzó a colaborar con el programa de RTVE Al filo de lo imposible, con cuyo equipo realizó una expedición sobre esquís en la que alcanzaron el polo norte magnético. Con el mismo programa, en 1999 participó en la primera y única expedición española de la historia que ha llegado al polo norte geográfico. Recorrieron 1000 kilómetros con esquís desde Siberia en 60 días.

## Proyectos

### Trineo de viento

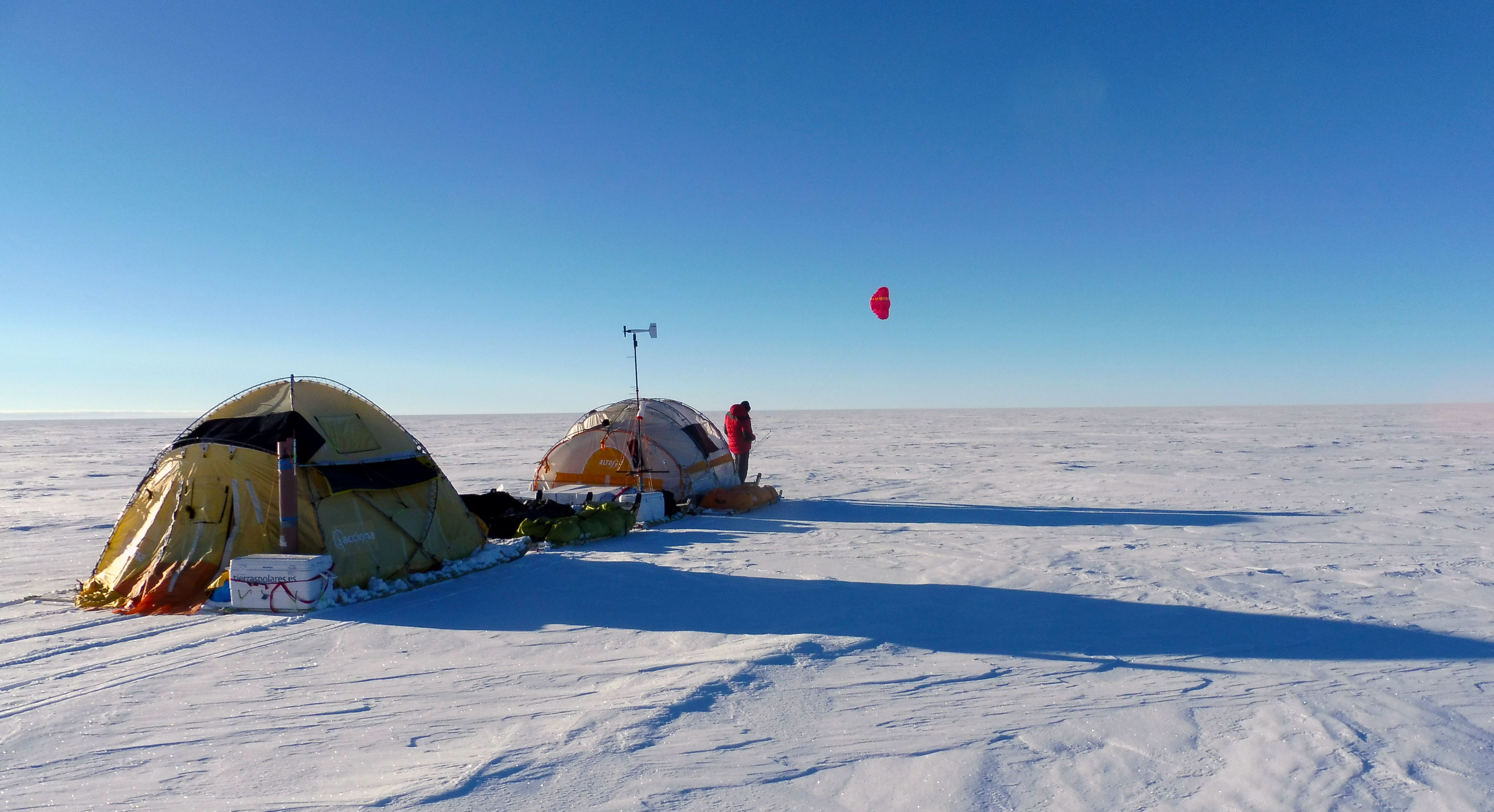
El trineo de viento.

El trineo de viento es un vehículo eólico diseñado por Ramón Hernando de Larramendi con el objetivo de convertirse en una plataforma móvil útil para los investigadores dedicados a la exploración científica de las tierras polares, de las que ha recorrido ya más de 20 000 kilómetros.
Se trata de un medio de transporte no contaminante, que aprovecha los fuertes vientos polares, fácil de transportar y eficiente en su manejo. Su estructura básica se compone de varias plataformas de madera con travesaños y rieles (siguiendo el modelo de los trineos clásicos inuit), cometas de diferentes tamaños y tiendas de campaña diseñadas como espacio de habitabilidad y trabajo.
El explorador ha realizado una decena de expediciones que han permitido incorporar continuas mejoras desde su primer diseño en 1999. El suministro energético de la plataforma es eólico y solar, con cometas y placas fotovoltáicas que alimentan los equipos. El modelo actual consta de cuatro módulos y está configurado como un convoy de 10 a 15 metros de longitud por tres de ancho, capaz de transportar a seis personas y 2000 kilos de peso. El proyecto tiene como objetivo la puesta en marcha de un programa científico internacional y/o nacional en el que el vehículo trineo de viento funcione como un laboratorio móvil que genere cero emisiones en los frágiles ecosistemas polares. En su origen fue bautizado como «catamarán polar», después «mariposa antártica» y finalmente como «trineo de viento» (WindSled, en inglés).

### Inuit Climate Change Patrol
Ramón Hernando de Larramendi tiene en marcha un proyecto de desarrollo para la región de Thule, al noroeste de Groenlandia, en el que conjuga su interés en la conservación de la forma de vida tradicional de los inuit con la investigación del impacto que está teniendo el cambio climático en este territorio. El objetivo del explorador es colaborar para que no desaparezca una cultura hoy amenazada.

### Tierras Polares
En 1997, el explorador fundó la agencia de viajes Tierras Polares, pionera en España en la organización de viajes a las regiones polares. En la actualidad es la empresa líder de viajes polares en España.

## Premios
- Premio Nescafé «Tu viaje vale un millón» de 1986.
- Premio «Viaje del Año» de 2001 de la Sociedad Geográfica Española.
- Premio Empresa 2012 de la Sociedad Geográfica Española concedido a Acciona por la expedición Acciona Windpowered.
- Premio Internacional Hazaña del diario deportivo MARCA.
- Premio de la Sociedad Astronómica y Geográfica de Ciudad Real (SAGCR).
- Premio de las Jornadas de Aventura y Montaña de la Comunidad de Madrid.

## Libros
- Tres años a través del Ártico (Desnivel, 1993), junto con Manuel Olivera, Antonio Martínez, Rafael Peche.
- Esquimales (Mapfre, 1991).
- Expedición Trasantártica 2005-2006. Primera navegación a través del continente helado (Acciona, 2011).